# Jeffrey Bruma
Jeffrey Kevin van Homoet Bruma, född 13 november 1991 i Rotterdam, är en nederländsk före detta fotbollsspelare. Hans storebror Marciano Bruma och hans kusin Lorenzo Ebecilio är också fotbollsspelare.

## Karriär

### Hamburg
Den 30 juni 2011 gick Bruma till Hamburg på ett tvåårslåneavtal. Han återförendas därmed med Michael Mancienne, Jacopo Sala och Gokhan Tore, som alla nyligen lämnat Chelsea för Hamburg.

### Schalke 04
Den 31 januari 2019 lånades Bruma ut till Schalke 04 på ett låneavtal över resten av säsongen 2018/2019.

### Kasımpaşa
Den 3 augusti 2021 värvades Bruma av turkiska Kasımpaşa, där han skrev på ett tvåårskontrakt med option på ytterligare ett år.

### RKC Waalwijk
Den 17 juli 2023 skrev Bruma på ett ettårskontrakt med RKC Waalwijk. Efter att varit klubblös sedan sommaren 2024 meddelade han i mars 2025 att fotbollskarriären avslutades.